# 豐和96式40毫米自動榴彈發射器
96式40毫米自動榴彈發射器（96-shiki 40-miri jidōtekidanjū）是一挺由日本豐和工業自1996年開始研製和生產的40毫米自動榴弹发射器，發射40×56毫米榴彈。

## 歷史
知道美軍裝備的Mk 19自動榴彈發射器在實戰中提供的面殺傷支援能力以後，日本陸上自衛隊也計劃裝備類似武器。而針對自衛隊對於使用住友62式通用機槍和住友M2HB重機槍兩款重火力支援武器以外的需要，豐和工業公司於1996年自行研製和生產了96式40毫米自動榴彈發射器，並從1996年開始陸續裝備陸上自衛隊，用作車載武器。另外，96式自動榴彈發射器必要時還可以安裝在M2HB重機槍的M3三腳架之上，藉而架設在地面上使用。豐和96式自動榴彈發射器主要裝備陸上自衛隊步兵（日本稱為普通科）部隊的車輛，而住友M2HB重機槍則裝備装甲兵（日本稱為機甲科）以及中央快速反應部隊（中央即應集團）的車輛。

## 設計及操作細節
豐和96式採用彈鏈供彈。在豐和96式的左側是一個整合式供彈托架，讓40毫米榴彈可以順暢地為該全自動型榴彈發射器裝填。扳機組件和握把安裝在機匣尾端，扳機造型類似白朗寧M2重機槍的蝶狀扳機，不過握把並非垂直設置。平時，握把呈“一”字形，使用時將握把向下旋轉，使其呈“八”字形。在機匣後部左右兩側均設置有快慢機柄，具有保險、半自動、全自動三檔位置。容量為50發的彈鏈裝載箱掛在發射器左側。其使用與Mk 19類似的立框式表尺照門，表尺最大射程為1,500公尺（1,640.42码，4,921.26英尺，0.93英里））。
豐和96式發射由大金工業所研製和生產的40×56毫米「破甲及殺傷兩用榴彈」，彈藥全長112毫米（4.41英吋），重量為371克（13.09盎司），其與美軍Mk 19自動榴彈發射器所使用的40×53毫米榴彈並不通用。該榴彈發射器也可發射「40毫米訓練榴彈」。

## 使用
豐和96式可被步兵和裝甲車輛所使用，前者會架設在三腳架上使用，而後者則架設在一個武器架座上。
它最突出之處就是它是96式装甲运兵车「A型」搭載的主要武器之一（「B型」則是白朗寧M2）。
在平成23年度（2011年）富士綜合火力演習之中，出現了追加紅點鏡的型號。

## 使用國
- 日本
  - 陸上自衛隊

## 圖集

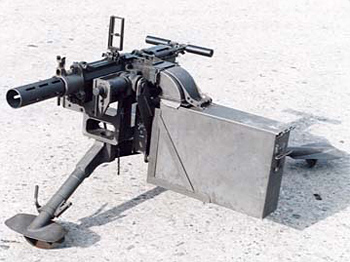
三腳架上的96式40毫米自動榴彈發射器
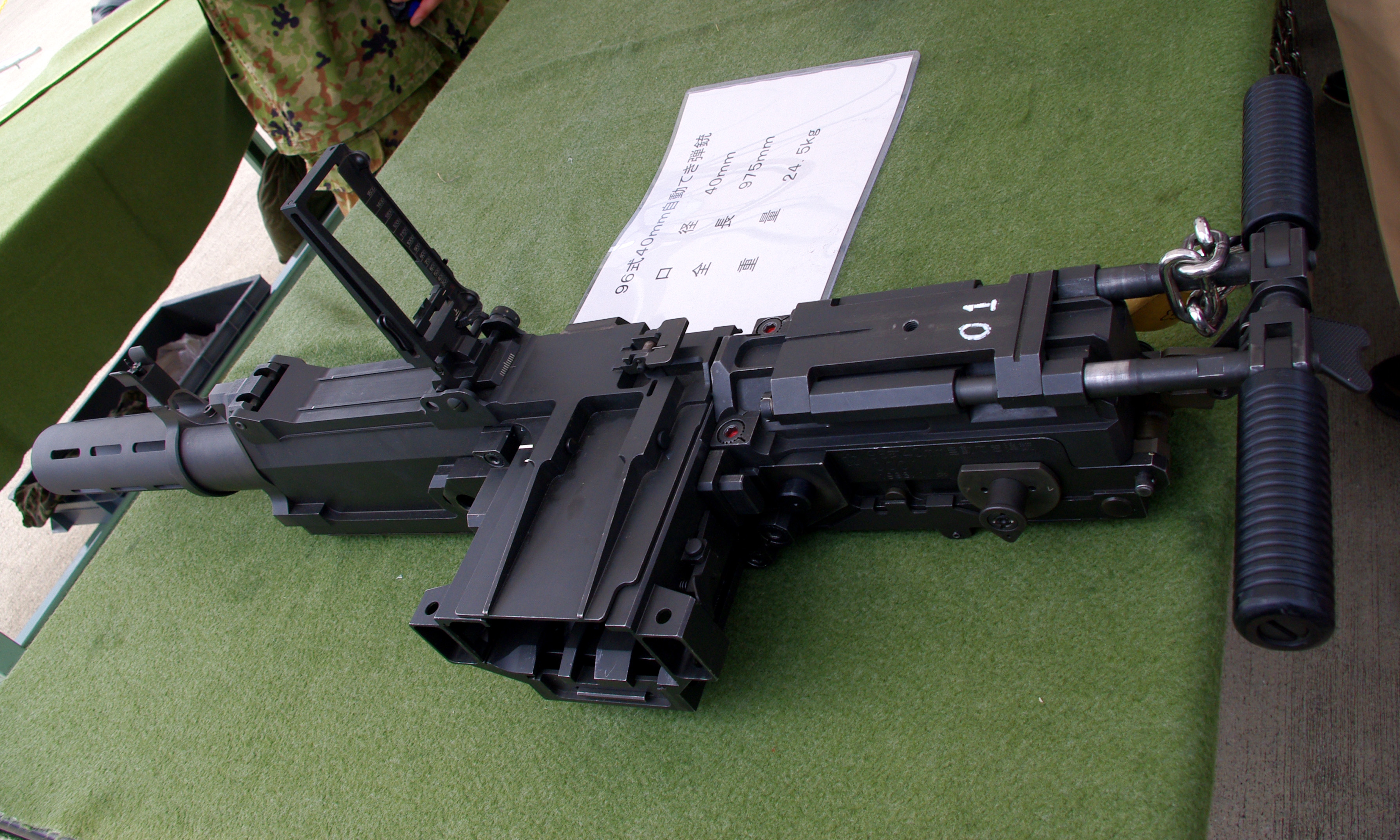
展示中的96式40毫米自動榴彈發射器
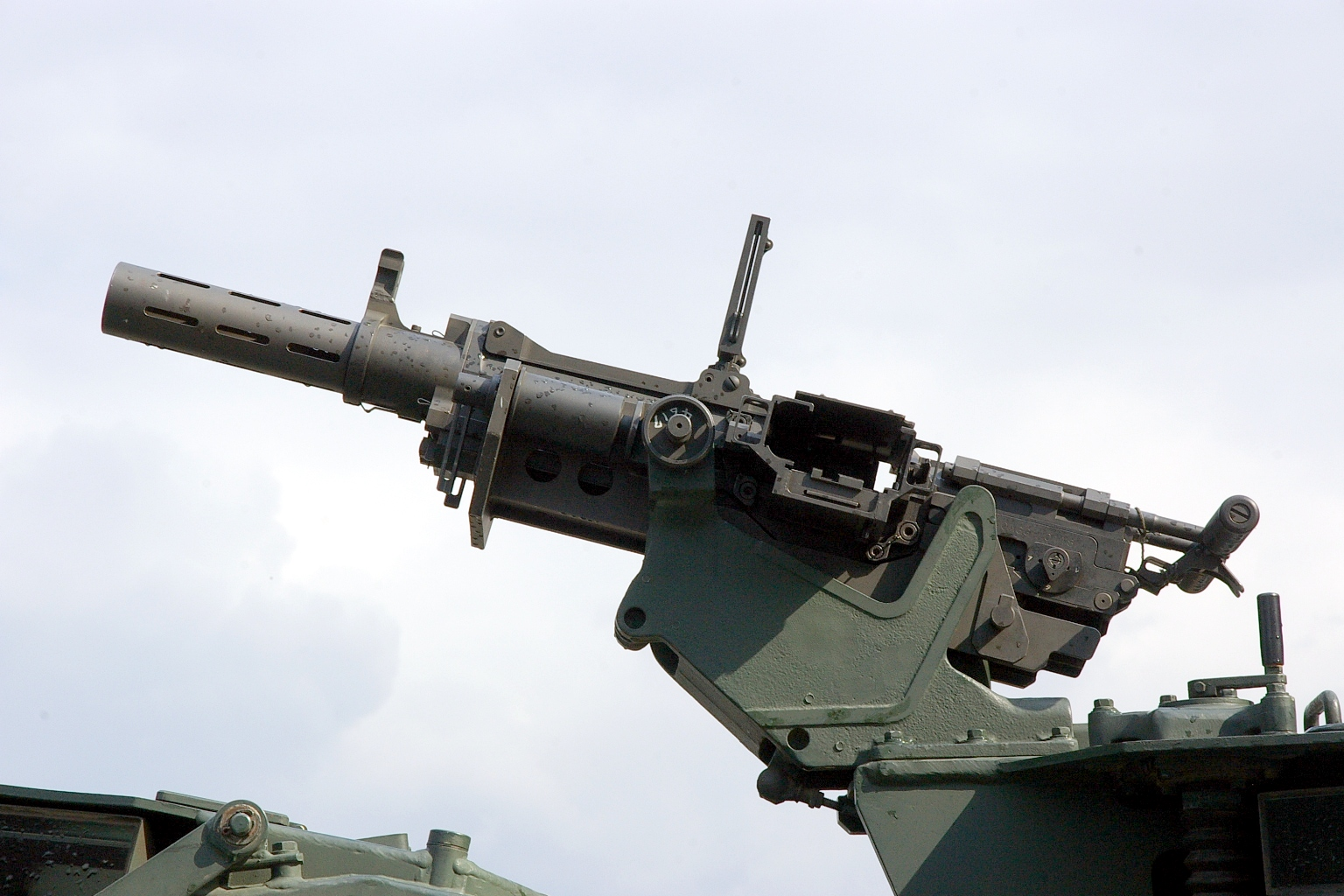
安裝在96式裝甲運兵車的96式40毫米自動榴彈發射器
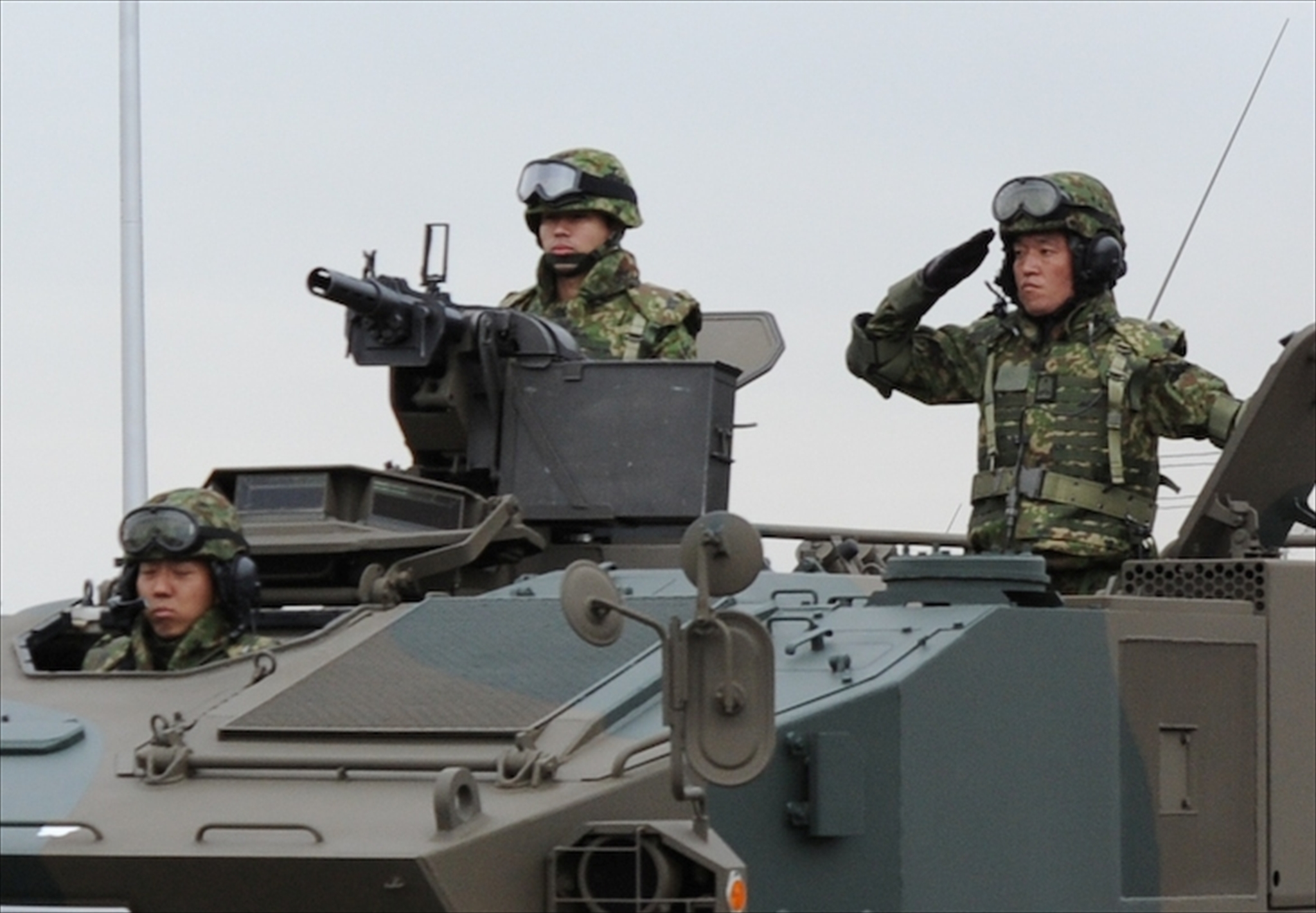

## 豐和96式與現代世界相若的自動榴彈發射器比較
|                              | 日本 · 豐和96式                           | 乌克兰 · UAG-40 | 俄羅斯 · AGS-40                           | 美国 · Mk 47 Mod 0 | 德国 · HK GMG             | 南非 · 丹尼爾Y3 AGL            | 西班牙 · SB LAG 40 | · 大宇K4  |
| ---------------------------- | ----------------------------------------- | --------------- | ----------------------------------------- | ------------------ | ------------------------- | ------------------------------ | ------------------ | --------- |
| 外觀                         |                                           |                 |                                           |                    |                           |                                |                    |           |
| 採用年份                     | 1996年                                    | 2010年          | N/A                                       | 2003年             | N/A                       | 2007年                         | N/A                | 1992年    |
| 子彈                         | 40×56                                     | 40×53           | 40毫米無彈殼榴彈7P39                      | 40×53              | 40×53                     | 40×53                          | 40×53              | 40×53     |
| 裝彈數，發                   | 50                                        | N/A             | 20                                        | N/A                | 32                        | N/A                            | 24／32             | N/A       |
| 重量，公斤： 本體重量 總重量 | 24.5 N/A                                  | 17.0 31.0       | N/A 32                                    | 18.0 41.0          | 29.0 46.5                 | 18.0 33.1                      | N/A 34.0           | 35.3 65.9 |
| 槍管長度，毫米               | 454                                       | 400             | N/A                                       | 330                | 577                       | 335                            | 415                | 412       |
| 全長，毫米                   | 975                                       | 960             | N/A                                       | 940                | 1,175                     | 861                            | 960                | 1,094     |
| 發射速率，發／分鐘           | 250—350                                   | 400             | 400                                       | 225—300            | 340                       | 280—320                        | 215                | 350       |
| 槍口初速，米／秒             | N/A                                       | 240             | N/A                                       | N/A                | 245                       | 240                            | 242                | 240       |
| 標準瞄準具型式               | 機械瞄具（基座） 光學或光電瞄準鏡（可選） | PAG-17          | 機械瞄具（基座） 光學或光電瞄準鏡（可選） | AN/PWG-1           | 後備機械瞄具 反射式瞄準具 | 光學或電子瞄準具（彈道計算機） | 機械瞄具           | 機械瞄具  |
| 最大射程，米                 | N/A                                       | 2,200           | 2,500                                     | 2,200              | 2,200                     | 2,200                          | 2,200              | 2,200     |

## 註解
1. ↑  機槍重量，不包括彈箱
2. ↑  AN/PWG-1瞄準火控系統包括日間3倍放大倍率及內置顯示器上顯示的電視瞄準圖像，再加上激光測距儀和彈道計算機。瞄準裝置還有連接接口，連接到熱成像紅外夜視儀上，供夜間使用。使用者可通過火控系統，以LVS準確地測量目標距離和根據顯示出的預測彈著點，準確地達命中目標。
3. ↑   註:

## 外部連結
- （日語）—陸上自衛隊（页面存档备份，存于） - 96式40mm自動てき弾銃（页面存档备份，存于）
- （日語）—第2師団（页面存档备份，存于）
- （简体中文）—D Boy Gun World（槍炮世界）—96式自动榴弹发射器（页面存档备份，存于）